# Леопольд Ануль
Леопольд Рене Жан Віктор Ануль (фр. Léopold René Jean Victor Anoul; 19 серпня 1911, Сен-Нікола — 11 лютого 1990, Льєж) — бельгійський футболіст, що грав на позиції нападника, зокрема, за клуби «Льєж» та «Стандард» (Льєж), а також національну збірну Бельгії. По завершенні ігрової кар'єри — тренер.
Триразовий чемпіон Бельгії.

## Клубна кар'єра
У футболі дебютував 1945 року виступами за команду «Льєж», в якій провів дванадцять сезонів. За цей час двічі виборов титул чемпіона Бельгії.
1957 року перейшов до клубу «Стандард» (Льєж), за який відіграв 3 сезони. За цей час ще раз виборов титул чемпіона Бельгії. Завершив професійну кар'єру футболіста виступами за команду «Стандард» (Льєж) у 1960 році.

## Виступи за збірну
1947 року дебютував в офіційних матчах у складі національної збірної Бельгії. Протягом кар'єри у національній команді провів у її формі 48 матчів, забивши 20 голів.
У складі збірної був учасником чемпіонату світу 1954 року у Швейцарії, де зіграв з Англією (4-4) та Італією (1-4). У першій грі забив 2 м'ячі, а в другій — один.

## Кар'єра тренера
Розпочав тренерську кар'єру, повернувшись до футболу після тривалої перерви, 1974 року, очоливши тренерський штаб клубу «Шарлеруа». Досвід тренерської роботи обмежився цим клубом.
Помер 11 лютого 1990 року на 79-му році життя у місті Льєж.

## Титули і досягнення
- Чемпіон Бельгії (3):

«Льєж»: 1951–1952, 1952–1953
«Стандард» (Льєж): 1957–1958